# Acrapex sogai
Acrapex sogai är en fjärilsart som beskrevs av Pierre E.L. Viette 1968. Acrapex sogai ingår i släktet Acrapex och familjen nattflyn. Inga underarter finns listade i Catalogue of Life.